# Човноборідник лимонний
Човноборідник лимонний[джерело?] (Cymbopogon citratus), широко відомий як Вест-Індська лимонна трава[джерело?] або просто лимонна трава[джерело?], лемонграс[джерело?] — це трав'яниста тропічна рослина, що походить із Південної Азії та Приморської Південно-Східної Азії та інтродукована в багатьох тропічних регіонах.

## Опис
Човноборідник лимонний — багаторічна трав'яниста рослина, що утворює щільні дерновини. Кореневище коротке біле або світло-фіолетове. Стебло  - висока соломина .
Листя лінійне шириною 3-10 мм, з обох боків опушене, з піхвою, край листа гострий.
Суцвіття складне з колосоподібних гілочок на верхівці стебла.
Плоди  - дрібні подовжені зернівки .

## Поширення і назви
Лемонграс походить з Південної Азії та островів Малезійскої області. Після Першої світової війни лемонграс був завезений на Мадагаскар, у Південну та Центральну Америку. Зараз він натуралізований у тропіках і субтропіках по всьому світу.

## Використання у кулінарній справі

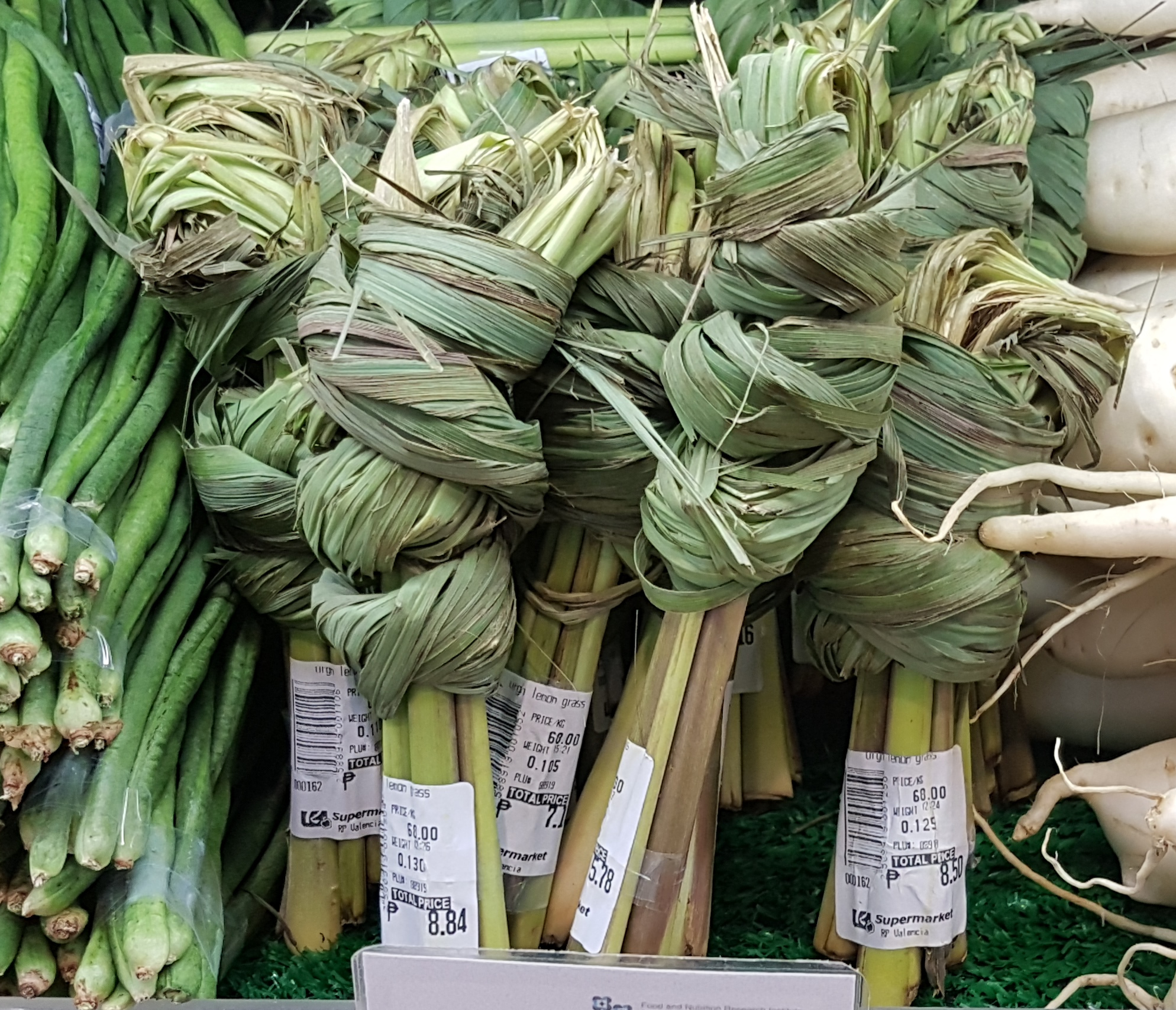
Сучки листя лемонграсу продаються в супермаркеті на Філіппінах

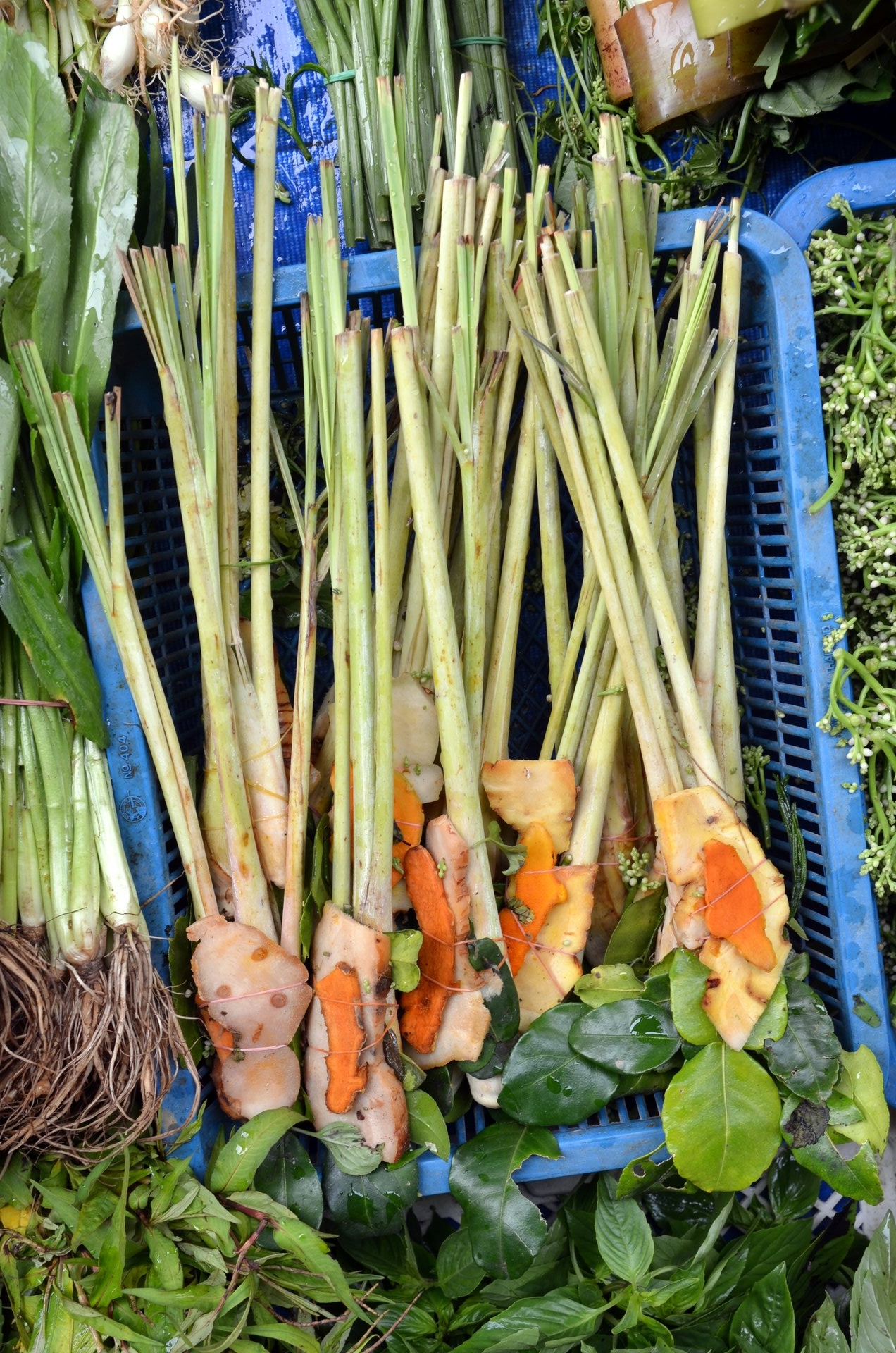
На тайських ринках продають готові до вживання пучки лимонної трави, калгану, листя кафрського лайма, а для курячого том ямсу також куркума.

Лемонграс поширений на Філіппінах та в Індонезії, де його ароматне листя використовують в кулінарії, зокрема для приготування лехону та смаженої курки.
Висушене листя також можна заварювати як чай — окремо або додавати як ароматизатор до інших чаїв. За смаком лемонграс нагадує лимонний сік, але з легкою солодкістю без помітної кислинки чи терпкості.
На Шрі-Ланці лемонграс відомий як сироватка (සේර). Він використовується як трава в кулінарії, а також з нього отримують ефірні олії.
Лемонграс у Таїланді називають тахрай (ตะไคร้). Це основний інгредієнт блюда том ям і тм кха кай . Свіжі тонкі скибочки стебел лемонграсу також використовуються в закусці miangpla .

## Використання у медицині
Листя лемонграсу використовуються в традиційній медицині і часто зустрічаються в трав'яних добавках і чаях. Є докази ефективної дії ефірної олії лемонграсу проти найпростіших виду Leishmania amazonensis.

### Хімічний склад
Олія лимонної трави містить 65–85 % цитралю та включення мірцену, цитронеллалу, цитронеллолу, ліналоолу та гераніолу. Для відділення нафти від води можна використовувати гідропарову дистиляцію, конденсацію та охолодження. Гідрозоль рослини, як побічний продукт процесу дистиляції, використовується для виробництва засобів для догляду за шкірою, таких як лосьйони, креми та миючі засоби для обличчя. Основними інгредієнтами цих продуктів є олія лемонграсу та «олія негросу» (суміш олії лемонграсу з кокосовою олією першого віджиму), які використовуються в ароматерапії.
Цитронелол є складовою ефірної олії лемонграсу, Cymbopogon winterianus і Lippia alba. Було доведено, що цитронелол знижує артеріальний тиск у щурів шляхом прямого впливу на гладку мускулатуру судин, що призводить до їх розширення. У невеликому, рандомізованому, контрольованому дослідженні настій, виготовлений з лемонграсу, використовувався як недорогий засіб для лікування молочниці ротової порожнини у пацієнтів з ВІЛ/СНІДом.
Лабораторні дослідження показали цитопротекторні, антиоксидантні та протизапальні властивості in vitro.

### Традиційне використання в медицині
У традиційній медицині Індії лікарі використовують листя рослини як стимулюючий, потогінний, протимікробний і протизастудний засіб, а ефірну олію - як вітрогонний, депресантний, болезаспокійливий, жаропонижуючий, антибактеріальний і протигрибковий засіб.[джерело?]

## Дія на комах

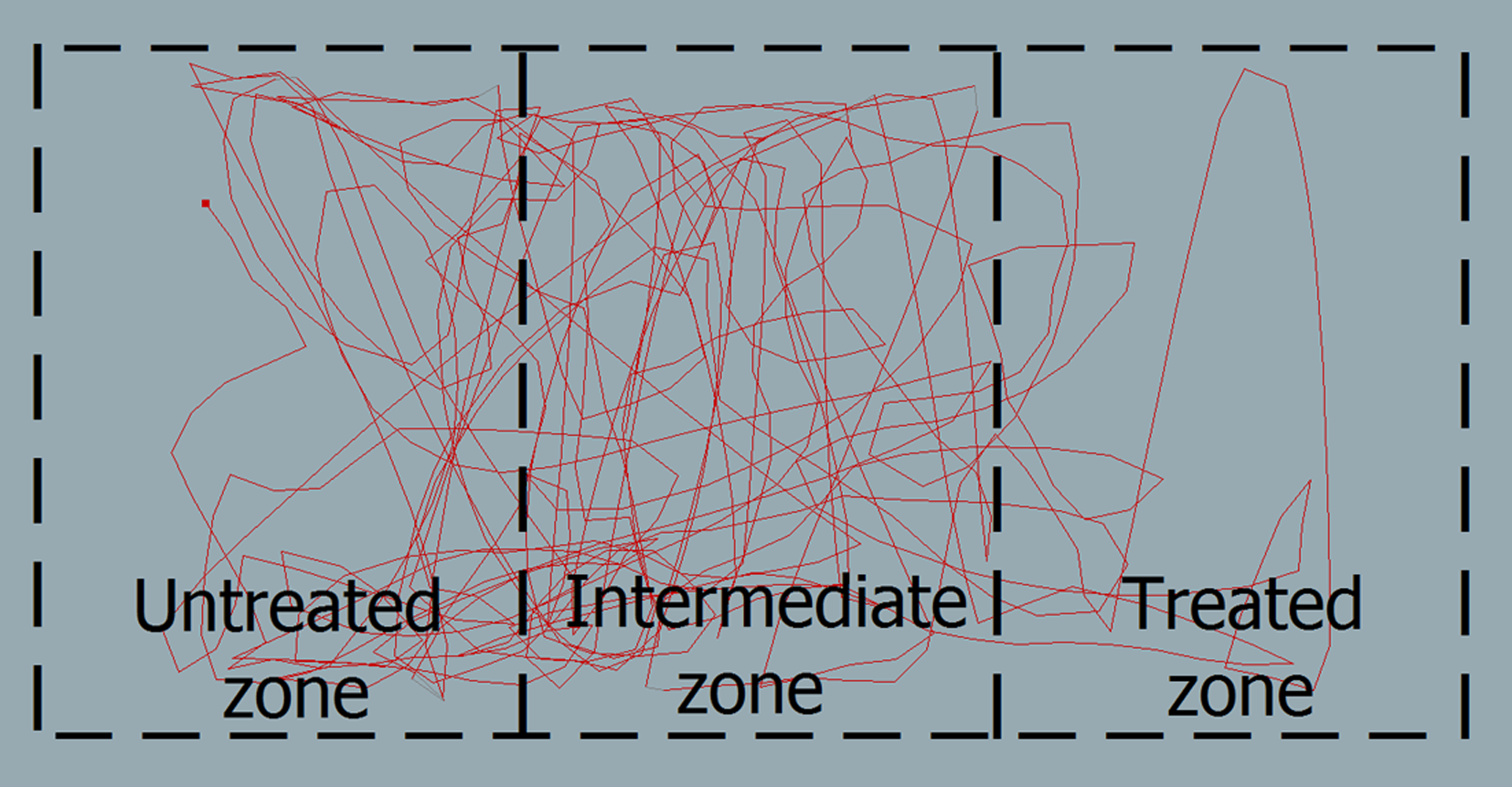
Відео відстеження домашньої мухи, що демонструє репелентну здатність олії лемонграсу

Бджолярі іноді використовують олію лимонної трави в пастках для роїв, щоб заманити медоносних бджіл. Олія лимонної трави також була перевірена на її здатність відлякувати шкідливу собачу муху, яка кусає домашніх тварин.